# Eochaid mac Ailella
Pour les articles homonymes, voir Eochaid.
Eochaid  mac Ailella  fils d'Ailill Finn, est selon d'après  les légendes médiévales et la tradition pseudo historique irlandaise un Ard ri Erenn.

## Règne
Eochaid  mac Ailella succède à son père sur le trône après que ce dernier soit tué par  Airgetmar et son allié Dui Ladrach.
Selon le  Lebor Gabála Érenn il est à son tour lui-même tué par Airgetmar et Dui Ladrach.
Geoffrey Keating précise qu'il règne pendant sept ans résiste aux attaques d'Airgetmar et conclut la paix avec  Dui Ladrach, qui le tue traitreusement lors d'une rencontre ce qui permet à  Airgetmar de s'emparer de la souveraineté Le Lebor Gabála synchronise son règne avec celui  Artaxerxes II  en Perse (404–358 av. J.-C. ). La chronologie de Keating, Foras Feasa ar Éirinn lui attribue comme dates 577–570 av. J.-C. et les  Annales des quatre maîtres  de 785–778 BC.
Son fils Lugaid Laigdech deviendra plus tard Ard ri Erenn en tuant Dui Ladrach.

## Source
- (en) Cet article est partiellement ou en totalité issu de l’article de Wikipédia en anglais intitulé « Eochu mac Ailella » (voir la liste des auteurs), édition du 6 avril 2012.